# جایزه فیلم‌فیر بهترین کارگردانی
جایزه فیلم‌فیر بهترین کارگردان (انگلیسی: Filmfare Award for Best Director) یکی از جوایز اصلی فیلم فیر است که به بهترین کارگردان بالیوود اعطا می‌شود و اولین بار در سال ۱۹۵۴ برگزار شد.

## برترین‌ها
| عنوان                   | کارگردان   | رکورد |
| ----------------------- | ---------- | ----- |
| بیشترین جوایز           | بیمال روی  | ۷     |
| بیشترین نامزدی          | یاش چوپرا  | ۱۲    |
| بیشترین نامزدی بدون برد | ماهشت بهات | ۶     |